# Werner F. Ebke
Werner F. Ebke (* 10. September 1951 in Holzhausen bei Osnabrück) ist ein deutscher Professor für Bürgerliches Recht, Wirtschaftsrecht, internationales Privatrecht und Steuerrecht. 1991 wurde er als erster Deutscher zum Mitglied des American Law Institute ernannt. Bis zu seiner Emeritierung war er geschäftsführender Direktor des Instituts für deutsches und europäisches Gesellschafts- und Wirtschaftsrecht an der Ruprecht-Karls-Universität Heidelberg.

## Leben
Ebke studierte von 1972/73 bis 1977 Rechtswissenschaften an der Westfälischen Wilhelms-Universität in Münster und an der University of California, Berkeley. In Berkeley erwarb er 1978 den akademischen Grad eines Master of Laws (LL.M.). Ebke wurde 1981 in Münster bei Bernhard Großfeld mit einer Arbeit zu dem Thema Wirtschaftsprüfer und Dritthaftung zum Doktor der Rechte (Dr. iur.) promoviert. Für seine Dissertation erhielt er einen Preis der Kommission der Europäischen Gemeinschaften. Im Jahre 1983 legte er sein Assessorexamen in Niedersachsen ab. Ebke habilitierte sich 1987 bei Bernhard Großfeld mit einer Schrift zum Internationalen Devisenrecht. Während der Abfassung seiner Habilitationsschrift war er Professor für amerikanisches Gesellschaftsrecht, Wirtschaftsrecht und Rechnungslegung an der Southern Methodist University School of Law in Dallas, Texas. Von 1988 bis 2004 war er ordentlicher Professor der Rechte und Inhaber des Lehrstuhls für Bürgerliches Recht, Wirtschafts- und Steuerrecht sowie Internationales Privatrecht an der Universität Konstanz.  Im Wintersemester 2004/05 folgte er einem Ruf auf den Lehrstuhl für Bürgerliches Recht, deutsches, europäisches und internationales Unternehmensrecht an der Ruprecht-Karls-Universität Heidelberg. 2018 wurde er emeritiert, sein Nachfolger wurde Dirk A. Verse.
1991 erhielt Ebke gemeinsam mit Detlev F. Vagts (Harvard Law School) den «Max-Planck-Forschungspreis für international herausragende Forschungsleistungen». Im Jahre 2005 verlieh ihm die EBS Universität für Wirtschaft und Recht in Oestrich-Winkel die Ehrendoktorwürde (Dr. rer. pol. h. c.). Im April 2013 erhielt er von der Law School der EBS Universität für Wirtschaft und Recht, Wiesbaden, die juristische Ehrendoktorwürde (Dr. iur. h. c.) verliehen. Ebke war von Mai 2012 bis Dezember 2014 Vorsitzender des Kuratoriums der EBS Law School.
Ebke ist Herausgeber juristischer Zeitschriften und Schriftenreihen sowie der Neuen Osnabrücker Zeitung und der Zeitungen des Schleswig-Holsteinischen Zeitungsverlags.
Er war Mitglied im Beirat der Vodafone Stiftung Deutschland gGmbH.
Seit 2018 lebt er mit Susanne Porsche zusammen.